# لويس لينكولن إيمرسون
لويس لينكولن إيمرسون (بالإنجليزية: Louis Lincoln Emmerson)‏ هو مصرفي وسياسي أمريكي، ولد في 27 ديسمبر 1863، وتوفي في 4 فبراير 1941 في الولايات المتحدة. حزبياً، نشط في الحزب الجمهوري. وقد انتخب Illinois Secretary of State ‏ وانتخب حاكم إلينوي ‏ (14 يناير 1929 – 9 يناير 1933).

## روابط خارجية
- لويس لينكولن إيمرسون على موقع إن إن دي بي (الإنجليزية)